# 宇高忠
宇高 忠（うたか ただし、1942年 - 2012年11月）は、研究者。経営者。工学博士（東京大学1998年にて取得）。アワーズテック元社長。リガク元X線研究所副所長兼第3研究部長。

## 経歴・人物
1942年生まれ。山口県出身。1964年3月、山口大学文理学部卒業。同年、同大学にて助手としてX線を用いた強誘電体の研究を行う。1967年、理学電機工業(現・リガク)入社。同社にて専門分野の研究に携わる。1997年同社第3研究部長兼小型専用機開発グループ長。1998年 X線研究所副所長兼第3研究部長に就任。同年、『全反射蛍光X線分析法による微量分析の研究』により、東京大学にて工学博士。1999年同社退職し、同年アワーズテックに入社し、同社取締役研究開発部長。2001年7月、同社長に就任。2009年、テクノエックスに移籍。2012年11月他界。

## 業績・研究
1967年に理学電機工業（リガク)入社後、蛍光X線分析装置の開発、２結晶分光器の開発、XPSの開発、特に分光結晶や軟X線検出器などの開発に力を発揮。全反射蛍光X線分析装置（TXRF）の開発に於いて、研究開発部長として、装置開発を指揮。1989年に日本初の製品化を達成。EDX検出器を搭載した可搬型の蛍光X線分析装置の開発に取り組み、1997年に製品化させた。
社外発表も活発に行い、デンバー会議やX線分析討論会にて、研究開発成果を発表。ISO標準化TC201WG2に関しては、1984年WGの発足以来、国内委員としてTXRFの半導体用途のISO策定に尽力。1999年、アワーズテックの設立に関わり、引き続き開発部長として、小形蛍光X線分析装置の開発を推進。日本のエネルギー分散型蛍光X線分析装置の幕開けに貢献。また、大阪電気通信大学客員研究員として、JST先端計測機器開発事業に於いて超高感度蛍光X線装置を開発。同年大学の学生・院生の育成に専念。
2009年は研究開発型企業としてテクノエックスに移籍。研究開発部長として、世界に通じる日本の先端計測の一つである超電導半導体検出器の開発、また貴金属判別装置、オイル専用分析装置などの新しい発想による装置開発を促進。